# Pierre Carteus
Pierre Carteus (24. září 1943, Ronse – 4. února 2003 Ronse) byl belgický fotbalista, záložník. 

## Fotbalová kariéra
Začínal v týmu KSV Roeselare. V belgické lize hrál za Club Brugge KV, se kterým získal v roce 1973 mistrovský titul a v letech 1968 a 1970 belgický fotbalový pohár. V Poháru mistrů evropských zemí nastoupil ve 4 utkáních a dal 4 góly, Poháru vítězů pohárů nastoupil v 8 utkáních a dal 2 góly, v Poháru UEFA nastoupil v 5 utkáních a dal 2 góly a ve Veletržním poháru nastoupil v 6 utkáních a dal 1 gól. Za reprezentaci Belgie nastoupil v roce 1970 ve 2 utkáních. Byl členem belgické reprezentace na Mistrovství světa ve fotbale 1970, ale v utkání nenastoupil. 

## Ligová bilance
| Ročník                     | Zápasy | Góly | Klub           |
| -------------------------- | ------ | ---- | -------------- |
| 1. belgická liga 1966/1967 | 30     | 8    | Club Brugge KV |
| 1. belgická liga 1967/1968 | 30     | 10   | Club Brugge KV |
| 1. belgická liga 1968/1969 | 28     | 8    | Club Brugge KV |
| 1. belgická liga 1969/1970 | 29     | 11   | Club Brugge KV |
| 1. belgická liga 1971/1971 | 27     | 9    | Club Brugge KV |
| 1. belgická liga 1971/1972 | 24     | 8    | Club Brugge KV |
| 1. belgická liga 1972/1973 | 26     | 6    | Club Brugge KV |
| 1. belgická liga 1973/1974 | 20     | 5    | Club Brugge KV |
| 1. belgická liga 1974/1975 | 20     | 4    | KV Oostende    |
| 1. belgická liga 1975/1976 | 34     | 2    | KV Oostende    |
| 1. belgická liga 1976/1977 | 25     | 1    | KV Oostende    |
| CELKEM 1. belgická liga    | 293    | 72   |                |